# Lilla Nosta
Lilla Nosta är en sjö i Hässleholms kommun och Osby kommun i Skåne och ingår i Helge ås huvudavrinningsområde. Sjön har en area på 0,0978 kvadratkilometer och ligger 116 meter över havet.

## Delavrinningsområde
Lilla Nosta ingår i det delavrinningsområde (624906-136699) som SMHI kallar för Utloppet av Pickelsjön. Medelhöjden är 119 meter över havet och ytan är 41,59 kvadratkilometer. Räknas de 4 avrinningsområdena uppströms in blir den ackumulerade arean 122,27 kvadratkilometer. Vieån (Osbäcken) som avvattnar avrinningsområdet har biflödesordning 2, vilket innebär att vattnet flödar genom totalt 2 vattendrag innan det når havet efter 106 kilometer. Avrinningsområdet består mestadels av skog (63 procent) och sankmarker (15 procent). Avrinningsområdet har 2,84 kvadratkilometer vattenytor vilket ger det en sjöprocent på 6,8 procent. Bebyggelsen i området täcker en yta av 1,84 kvadratkilometer eller 4 procent av avrinningsområdet.